# Praeichneumon transbaicalicus
Praeichneumon transbaicalicus är en stekelart som beskrevs av Alexandr Rasnitsyn 1990. Praeichneumon transbaicalicus ingår i släktet Praeichneumon och familjen Praeichneumonidae. Inga underarter finns listade i Catalogue of Life.